# Valeggio sul Mincio
Valeggio sul Mincio är en ort och kommun i provinsen Verona i regionen Veneto, Italien. Orten är belägen mellan 54 och 192 meter över havet och 29 km från staden Verona, som är huvudort i provinsen.  Kommunen hade 15 564 invånare (2018) och gränsar till kommunerna Castelnuovo del Garda, Marmirolo, Monzambano, Mozzecane, Peschiera del Garda, Ponti sul Mincio, Roverbella, Sommacampagna, Sona, Villafranca di Verona och Volta Mantovana.